# Сага за гренландците
Сага за гренландците (на исландски: Grænlendinga saga) е исландска сага, описваща експедициите на викингите в Гренландия и Северна Америка. Тази сага е един от двата основни литературни източника (другият е Сага за Ерик Червения), които дават информация за стъпването на американския континент на викингите и техните опити за колонизация.
Съхраненият до наши дни препис на сагата е бил направен през 14 в., а оригиналът от 13 в. е изгубен. Самите събития, описани в сагата, се разиграват между 970 и 1030 г.

## Сюжет
- Историята на Ерик Червения

Сагата разказва отначало за Ерик Червения. Ерик се родил в Норвегия, но заради убийство, което бил извършил баща му, семейството било изгонено от страната и се преселило в Исландия. Но и тук буйният им нрав станал причина за неприятности. В Исландия самият Ерик убил двама души – свой съсед заради отказа му да му върне взетата на заем лодка и още един викинг като отмъщение за убити от него роби, собственост на Ерик. Според законите на Исландия Ерик бил осъден да напусне страната за три години. Той решил да отплава на запад към земите, които при ясно време можело да се видят от планинските върхове. Така през 982 г. Ерик достигнал непознати брегове и за да привлече още заселници там, ги нарекъл Гренландия (на нордически Grœnland – „Зелена земя“). После в продължение на две години изследвал новите земи и се върнал в Исландия, за да разкаже за откритията си.
Пристигайки обратно в Исландия около 985 г., Ерик започнал да убеждава местните викинги да се преселят и действително успял да подготви една експедиция от 30 кораба, за да колонизират новите земи. Само 14 от тях обаче (натоварени с 350 души) успели да достигнат бреговете на Гренландия. Така на острова било основано първото селище – Eystribyggd (Източното селище).
Ерик имал четирима сина и една дъщеря и всеки от тях подготвил свои собствени експедиции. Всичките деца на Ерик са описани по-нататък в сагата. Един от синовете му, Лейф Ериксон, се смята за първия европеец, достигнал крайбрежието на Северна Америка.
- Историята на Бярни Херьоулфсон

Нататък сагата разказва за норвежеца Бярни Херьоулфсон, който се отправил към Исландия, за да посети баща си както правел всяко лято, но този път научил, че баща му се е преселил в Гренландия. Решил да го последва там, но по пътя буря го отклонила от курса и той видял непознати земи, обрасли с гори, които изглеждали гостоприемни, но не съответствали на описанието на Гренландия и той не слязъл от кораба си, за да ги проучи. По-късно се оказало, че това са бреговете на Северна Америка. Бярни разказал за откритието си и в Гренландия, и в Норвегия, но това не предизвикало никакъв интерес.
Любопитното тук е, че пътуването на Бярни е описано само в тази сага, но липсва в Сага за Ерик Червения, където като откривател на Америка е посочен Лейф Ериксон.
- Историята на Лейф Ериксон

Лейф Ериксон бил единственият, който приел на сериозно разказа на Бярни Херьоулфсон и решил да се отправи по неговите стъпки. Той събрал екипаж от 35 души и помолил баща си Ерик Червения да води експедицията. Първоначално Ерик отказал с мотива, че е твърде стар, но след известни увещания приел. Но когато тръгнал към кораба конят му се спънал и го хвърлил на земята. Ерик решил, че това е лошо предзнаменование и предал командването на сина си Лейф.
Лейф достигнал с хората си земите, за които бил разказал Бярни. Там той открил много диви лозя и затова нарекъл земята Винланд.
- Експедицията на Торвалд Ериксон

Другият син на Ерик Червения, Торвалд, също се отправил към Винланд след брат си Лейф. Събирайки екипаж от 30 души, той основал селище на мястото, където преди това бил лагерът на Лейф, и останал там с хората си една зима. А през пролетта поел още по на запад, но като не открил следи от човешка дейност, се върнал обратно в селището за още една зима. На следващата година изследвал земите северно и източно от селището. Хората му се натъкнали на три канута с по трима индианци във всяко от тях, заловили ги и ги убили, а след това се върнали пак в селището. Но индианците, които викингите нарекли скрелинги (на нордически Skrælingar), скоро нападнали скандинавците. Торвалд бил убит и погребан във Винланд. Хората му се върнали в Гренландия.
- Историята на Торстейн Ериксон

Торстейн, друг от синовете на Ерик Червения, също отплавал към Винланд с 25 души екипаж и с жена си Гудрид. Но те така и не стигнали дотам и след дълго скитане по моретата корабът им се добрал отново до Гренландия. През зимата Торстейн заболял и починал.
- Историята на Торфин Карлсефни

В Гренландия се заселил норвежецът Торфин Карлсефни. Той се влюбил във вдовицата на Торстейн – Гудрид и се оженил за нея. После събрал екипаж от 60 мъже и 5 жени, взел със себе си и жена си, и заминал във Винланд. Групата намерила старото селище на Торвалд и презимувала там.
През лятото група индианци се появила в селото, искайки да купи от оръжията на европейците. Торфин забранил на хората си да търгуват с оръжие и тогава индианците им предложили млечни продукти. След успешно осъществената сделка, индианците си тръгнали. След няколко месеца се върнали, но този път един от хората на Торфин убил един индианец, който посегнал към оръжието му. Индианците избягали, но скоро нападнали викингите. Последните успешно отбили нападението и след още една зима Торфин наредил да се приберат обратно в Гренландия.
- Експедицията на Фрейдис

Фрейдис била дъщерята на Ерик Червения. Тя също като братята си мечтаела за нови земи и слава. Затова се споразумяла с двама мъже, Хелги и Финбог, да си помагат взаимно и да си поделят спечеленото по равно.
Във Винланд Фрейдис убила двамата си спътника докато спели и се заканила, че смърт ще застигне и всеки друг, който разкаже за това. След една година тя се върнала в Гренландия и казала, че Хелги и Финбог избрали да останат във Винланд. Но слухът за убийството стигнал до Лейф Ериксон и след като била измъчвана Фрейдис си признала злодеянието.

## Краят на сагата
В края на историята Торфин получил добра печалба от експедициите си и със спечеленото се заселил в Исландия заедно с жена си Гудрид и сина си. Неговите потомци станали едни от първите исландски епископи.